# Сречко Катанец
Сречко Катанец (Љубљана, 16. јул 1963) бивши је југословенски и словеначки фудбалер, а садашњи фудбалски тренер.

## Биографија
Сречко Катанец је започео своју фудбалску каријеру веома рано у клубу НК Љубљана. 1981. године је прешао у клуб Олимпија Љубљана, и ту је остао до 1985. када је прешао у Динамо Загреб. Следеће године, 1986, прешао је у Партизан (Београд), са којим је постао део шампионског тима након победе Партизана у југословенском шампионату. 1988. године прешао је у немачки клуб ВфБ Штутгарт. Клуб се пласирао до финала УЕФА купа 1989. године и финале изгубио од Наполија, клуба Дијега Марадоне. У Немачкој је остао свега једну сезону. 1989. године је потписао уговор са италијанским клубом Сампдорија и већ током прве сезоне игре победио са тимом и однео титулу Европски куп победника. 1992. године Сампдорија је дошла до финала КЕШ, али је изгубила од Барселоне. 
Године 1984. на европском шампионату у Француској по први пут је играо за репрезентацију тадашње СФРЈ. Исте године, заједно са репрезентацијом, на Олимпијским играма 1984. године у Лос Анђелесу освојио је треће место и добио бронзану медаљу. Успешно је играо у квалификационим круговима за Светско првенство у фудбалу 1990. године, одржаном у Италији, и тиме постао трећи Словенац који је играо на првенству у националном дресу. У 31 утакмици постигао је пет голова. 
Након распада СФРЈ, поново је играо у квалификационим мечевима, овог пута за Европски шампионат у фудбалу 1996. године одржаном у Енглеској. У једном од ових мечева, постигао је један гол, у утакмици Словеније против Италије. Утакмица је одиграна 7. септембра 1996. године у Марибору. Недуго након ове утакмице, његов уговор са Сампдоријом је истекао и тиме се завршава и његова фудбалска каријера.

## Највећи успеси
Партизан
- Првенство Југославије (1) : 1986/87.

Штутгарт
- Куп УЕФА : финале 1988/89.

Сампдорија
- Првенство Италије (1) : 1990/91.
- Куп Италије (1) : 1993/94.
- Суперкуп Италије (1) : 1991.
- Куп победника купова (1) : 1989/90.
- Куп шампиона : финале 1991/92.